# Куссмауль, Райнер
Райнер Куссмауль (нем. Rainer Kussmaul; 3 июня 1946, Мангейм, Американская зона оккупации Германии — 27 марта 2017, Фрайбург-им-Брайсгау, Баден-Вюртемберг, Германия) — немецкий скрипач, дирижёр. Лауреат премии Грэмми (2005).

## Биография
Родился в семье музыканта Вилли Куссмауля — солиста-альтиста в оркестре Науионального театра Мангейма. Был одним из трёх братьев, которые воспитывались в этой музыкальной семье. После прохождения обучения в Штутгартской высшей школы музыки и театра по классу Рикардо Однопософфа, очень быстро добился славы, став лауреатом международных конкурсов по классу скрипки. С 1968 по 1997 годы работал и добивался признания со своим штутгартским фортепианным трио. Много гастролировал по миру как солист камерной музыки.
Был востребован и как музыкальный педагог. С 1977 года он работал профессором Фрайбургской Высшей школы музыки по классу скрипки, предпочитал обучать своих студентов барочному стилю. Позже был назначен директором Академии в Баден-Бадене. Преподавательскую деятельность также вёл в США, Австралии, Канаде, Швейцарии, Швеции и Японии.
С 1993 по 1997 годы он работал первым концертмейстером в Берлинской филармонии. Ему принадлежит авторство многих музыкальных особенностей исполнения камерной музыки. В 1995 году совместно с другими филармоническими оркестрами он основал «Берлинские солисты барокко», которые выступали под его руководством до 2010 года.
Ученики Райнера Куссмауля основали Фрайбургский барочный оркестр, который сейчас имеет международное признание. Виртуоз удостоен высоких государственных наград в области звукозаписи, в том числе несколько раз становился лауреатом премии Echo Classic Prize и обладателем премии Грэмми в 2005 году. Он владел и исполнял композиции на инструменте Антонио Страдивари 1724 года.

## Семья
- Старший брат — Юрген Куссмауль, профессор альтист в Дюссельдорфском университете музыки.
- Младший брат — Вольфганг Куссмауль, концертмейстер Штутгартского камерного оркестра.
- Супруга — Сусанна Хопфер, флейтист.

## Награды и премии
- Премия Мозеса Мендельсона, Берлин
- Лауреат конкурса ARD, Мюнхен
- Лауреат конкурса имени Энеску, Бухарест
- Лауреат Баховского конкурс, Лейпциг
- 2005 — лауреат премии Грэмми
- 2010 — Орден «За заслуги перед Федеративной Республикой Германия»[5]
- 2012 — Премия Райнхольда Шнайдера[нем.] города Фрайбург-им-Брайсгау
- Несколько наград Echo Classic Awards
- 2017 — Почетный гражданин итальянского города Сесса-Аурунка